# Werner Menke (Biologe)
Werner Menke (* 21. Februar 1946 in Georgsmarienhütte) ist ein deutscher Biologe, Heimatkundler, Autor und ehemaliger Lehrer in Jever.

## Leben
Menke wuchs in Oesede auf. Nach dem Abitur am Gymnasium Carolinum (Osnabrück) studierte er in  Münster Biologie und Germanistik. Von 1975 bis 2009 war er Lehrer am Mariengymnasium Jever, mit einem Intermezzo in Portugal an der  Deutschen Schule zu Porto in den Jahren 1987 bis 1993. Er lebt in Jever, ist verheiratet und hat zwei erwachsene Töchter.

## Vogelkunde und Umweltschutz
Menke steht seit dem Jahr 2010 der wissenschaftlichen Arbeitsgemeinschaft Umweltschutz e.V. (WAU) vor, einem Verein, der sich unter anderem der wissenschaftlichen Begleitung des Nationalparkhauses Wangerland, der Erfassung von Brut- und Rastvögeln im Nationalpark Niedersächsisches Wattenmeer und den  FFH-Gebieten des  Landkreises Friesland, sowie der Betreuung einiger Naturschutzgebiete verschreibt. Menke und die WAU betreiben auch die Wissenschaftsvermittlung über den Naturraum Wattenmeer und Küste, z. B. mit regelmäßig angebotenen Salzwiesenführungen und Vorträgen.
Werner Menke publizierte zahlreiche Artikel und Beiträge in naturkundlichen Zeitschriften, insbesondere über die Vogelwelt an der niedersächsischen Nordseeküste. Aus seiner Zeit in Portugal rührt das Interesse an der Avifauna der Algarve.
Seit 2001 ist er ehrenamtlicher Naturschutzbeauftragter des Landkreises Friesland, außerdem Nationalparkwart im Nationalpark Niedersächsisches Wattenmeer.

## Regionale Geschichte
Zu seiner Wahlheimat Jever publizierte Werner Menke zunächst Beiträge im seit 1834 erscheinenden Historienkalender für Jever, ab 2010 auch in anderen heimatkundlichen Periodika, wie dem Oldenburger Jahrbuch des Oldenburger Landesvereins für Geschichte, Natur- und Heimatkunde. Unter eigener Herausgeber- bzw. Autorenschaft erschienen Bücher zur Lokalgeschichte Jevers. Die Themenauswahl greift dabei neben der Ortsgeschichte auch naturkundliche Motive auf oder verbindet beide Felder.

## Lyrik
Werner Menkes literarisches Interesse gilt u. a. den deutschen Balladen – und auch hier der literarischen Annäherung an die Natur. Regelmäßig fungiert er als Gastgeber bzw. Führer der Reihe Lyrik im Park im Schlosspark von Jever. Ein von ihm verfasster Lyrik-Band erschien im Selbstverlag.

## Veröffentlichungen

### Bücher als Autor bzw. Herausgeber
- Denkmäler in Jever. Monumente, Mahnmale und Brunnen erzählen Geschichte und Geschichten, Hermann Lüers Verlag, Jever 2007, ISBN 978-3-98120-301-1
- Der Schlosspark Jever (Museen im Nordwesten) (gemeinsam mit Antje Sander u. a.), Isensee Verlag, Oldenburg 2009, ISBN 978-3-89995-562-0
- Ut mine Jungenstid, (Hrsg.), Hermann Lüers Verlag, Jever 2010, ISBN 978-3981362169
- Spülsaum – Momentaufnahmen, BoD - Books on Demand 2016, ISBN 978-3-73924-548-5

### Artikel und Beiträge (Auswahl)
- Bemerkenswerte ornithologische Beobachtungen an Spülfeldern der Straßenbaumaßnahme Ortsumgehung Jever (mit Graeme Pegram), in Oldenburger Jahrbuch 1998, Isensee Verlag, Oldenburg 1998, ISBN 9783895983306
- „Ach möchte Jever jetzt Rom und Ägypten gleichen“ – oder die ungemeine landeskindliche Freude über den Besuch der „fernen Fürsten“, in: Ferne Fürsten – Das Jeverland in Anhalt-Zerbster Zeit: Band 2: Der Hof, die Stadt, das Land (Kataloge und Schriften des Schlossmuseums Jever), Isensee Verlag, Oldenburg 2004, ISBN 978-3899951004
- Peter Bohlen (1796 – 1840). Der Aufstieg eines Jeverländers aus der ländlichen Unterschicht in die Bildungselite seiner Zeit. in: Hinterm Horizont. Bd. 1: Sach- und Wissenskultur der ländlichen Oberschichten, Aschendorff Verlag, Münster 2013, ISBN 978-3402130339
- Die Entwicklung des Brutvogelbestands im Elisabeth-Außengroden (Gemeinde Wangerland, Kreis Friesland), in: Nachrichten des Marschenrates zur Förderung der Forschung im Küstengebiet der Nordsee 52/2015, Marschenrat zur Förderung der Forschung im Küstengebiet der Nordsee e. V. Wilhelmshaven 2015, ISSN 0931-5373
- Beobachtungen zur Wintersterblichkeit von Alpenstrandläufern Calidrisalpina in der Kälteperiode Ende im Februar / Anfang März 2018 (mit Gudrun Hilgerloh und Andreas Laumann), in: Natur- und Umweltschutz 1/2018, Der Mellumrat e.V., Varel-Dangast 2018, ISSN 1619-8565
- Das Ende der „Franzosenzeit“ in Jever  die Darstellung der „Befreiung“ in zeitgenössischen Bildern und Gedichten, in: Oldenburger Jahrbuch 2010, Isensee Verlag, Oldenburg 2010, ISBN 978-3899957471
- Das Naheliegende als Gegenstand der Wissbegierde – Ulrich Jasper Seetzen als Erforscher seiner nordwestdeutschen Heimat., in: Detlef Haberland (Hrsg.), Der Orientreisende Ulrich Jasper Seetzen und die Wissenschaften, Isensee Verlag, Oldenburg 2019, ISBN 978-3730815533
- So schaffen todte Würmer, dass wir leben. – Beiträge jeverländischer Naturkundler zur Entstehungsgeschichte der Marschenböden, in: Oldenburger Jahrbuch 2019, Isensee Verlag, Oldenburg 2019, ISBN 978-3730815731
- Ländliche Hofstelle weicht technischem Funktionsbau, in: Historienkalender Friesland-Wilhelmshaven auf das Jahr 2021, Brune-Mettker - Druck- und Verlagsgesellschaft mbH, Jever 2020
- Wangerooge um 1800 – Die Beschreibung der Insel durch den jeverländischen Forscher Ulrich Jasper Seetzen (1767 – 1811), in: Natur- und Umweltschutz 1/2020, Der Mellumrat e.V., Varel-Dangast 2020, ISSN 1619-8565